# 斯泰訥角
斯泰訥角（英語：Stene Point），是南極洲的海岬，位於南奧克尼群島的科羅內申島南岸，距離維克角2.8公里，在1933年由英國研究隊測量，現時由南極條約體系管理。